# Deutsche Schwimmmeisterschaften 1892
Die 9. Deutschen Meisterschaften im Schwimmen fanden am 14. August 1892 in Bremen. Es wurde eine Strecke von 100 m sowie 1500 m geschwommen.
| Disziplin       | Name         | Verein             | Zeit        |
| --------------- | ------------ | ------------------ | ----------- |
| 100 m Freistil  | Oskar Polack | Triton Hamburg     | 1:20,6 min  |
| 1500 m Freistil | Fritz Kniese | SC Borussia Berlin | 28:52,4 min |